# Bracon paraensis
Bracon paraensis är en stekelart som beskrevs av Maximilian Spinola 1851. Bracon paraensis ingår i släktet Bracon och familjen bracksteklar. Inga underarter finns listade.